# Единство (фильм)
«Единство» (англ. Unity) — документальный фильм Шона Монсона. Второй документальный проект Монсона после фильма «Земляне», вышедшего в 2005 году. Мировая премьера состоялась 12 августа 2015 года.
Монсон работал над фильмом на протяжении семи лет. В картине приняли участие 100 актёров, писателей, бизнесменов, режиссёров, музыкантов и военнослужащих.

## Сюжет
Документальный фильм показывает развитие человечества в пяти главах: «Космос», «Разум», «Тело», «Сердце» и «Душа».

## В ролях
- Аарон Пол
- Адам Левин
- Эдриан Гренье
- Элисон Иствуд
- Аманда Сейфрид
- Эми Смарт
- Анжелика Хьюстон
- Антон Ельчин
- Эриан Фостер
- Бальтазар Гетти
- Бен Кингсли
- Бен Уишоу
- Бет Харт
- Брэндон Бойд
- Кэролайн Гудолл
- Керри-Энн Мосс
- Кейси Аффлек
- Кэтрин Тейт
- Клэр Форлани
- Клорис Личмен
- Common
- Демьен Мэндер
- Дэвид Копперфильд
- Дэвид Делуис
- Дэвид Лашапель
- Дипак Чопра
- Дианна Агрон
- Доктор Дрю
- Эдвард Джеймс Олмос
- Эллен Бёрстин
- Эллен Дедженерес
- Эмили Дешанель
- Ив Бест
- Фамке Янссен
- Фань Биньбинь
- Фрида Пинто
- Джеффри Раш
- Грегори Кольбер
- Хейли Стенфилд
- Хелен Миррен
- Изабель Лукас
- Дженьари Джонс
- Джейсон Мраз
- Джефф Голдблюм
- Дженнифер Энистон
- Дженнифер Тилли
- Джесси Кармайкл
- Джессика Честейн
- Хоакин Феникс
- Энтони Джозеф Пэрри
- Джоэл Эдгертон
- Джон Пол Джорджиа
- Джорджа Фокс
- Джулия Ормонд
- Кэти Фрестон
- Кевин Спейси
- Кристен Белл
- Кристен Уиг
- Лоренц Тейт
- Лейтон Мистер
- Лина Хиди
- Лев Шрайбер
- Мэгги Грэйс
- Мэгги Кью
- Малин Акерман
- Марша Гей Харден
- Марианна Уильямсон
- Мэриел Хемингуэй
- Марион Коттийяр
- Марк Стронг
- Мартин Шин
- Мэттью Модайн
- Матье Рикар
- Майкл Беквив
- Майкл Гэмбон
- Мишель Родригез
- Минни Драйвер
- Мисси Хиггинс
- Моби
- Нестор Серрано
- Оливия Мун
- Оливия Вайлд
- Памела Андерсон
- Пол Уотсон
- Персия Уайт
- Фил Донахью
- Порша Де Росси
- Рик Аллен
- Роуз Бирн
- Рассел Симонс
- Рутгер Хауэр
- Райан О’Нил
- Сэм Симон
- Селена Гомес
- Шон Тоуб
- Сьюзан Сарандон
- Тим Макирлот
- Том Хиддлстон
- Тони Хоук
- Тони Канэл
- Зои Салдана

## Релиз
Продюсированием фильма занимались Мелисса Денис и Шон Монсон из компании Nation Earth, а дистрибутированием — компании SpectiCast и Fathom Events.
Также была выпущена аудиоверсия фильма в виде аудиокниги, которую читает сам Монсон. Аудиокнига включает полный вариант сценария и длится около пяти часов.

## Критика
По мнению обозревателя Джона МакДональда, эпизод фильма, в котором рассказывается об эволюции прав человека, ошеломляет своими упрощениями, в частности, заявление о том, что Французская революция с её благородными идеями свободы, равенства и братства была «золотым веком прав человека», никак не учитывает «террора и казней тысяч людей по идеологическим причинам».